# غرب وحشی
سرحد آمریکایی مشتمل بر جغرافیا، تاریخ، فولکلور، و توصیف فرهنگی زندگی در موج گسترش مرزهای ایالات متحده آمریکا به سوی غرب از سکونتگاه‌های اولیه استعماری تا اوایل سده ۲۰ (میلادی) است. توجه گسترده رسانه‌ای بر نیمه دوم سده ۱۹ (میلادی)، دوره‌ای که گاهی غرب وحشی یا غرب قدیمی نامیده می‌شود متمرکز است. این مناطق با موج پیشروی گسترش آمریکا در آمریکای شمالی همراه بوده‌اند. این حرکت از اوایل قرن هفدهم با مستعمره‌نشین‌های اروپایی آغاز شد و تا پذیرش آخرین قلمروهای غربی به عنوان ایالت در سال ۱۹۱۲ ادامه یافت. توسعه سریع این مناطق به‌ویژه پس از خرید لوئیزیانا در دوران ریاست‌جمهوری توماس جفرسون شتاب گرفت و به شکل‌گیری رویکردی به نام تقدیر آشکار منجر شد. همچنین این دوره در تاریخ‌نگاری آمریکا به عنوان «تز سرحد» شناخته می‌شود. افسانه‌ها و رویدادهای تاریخی مرتبط با این دوره، که با نام «افسانه سرحد» معروف‌اند، آن‌چنان در فرهنگ آمریکا ریشه دوانده‌اند که غرب قدیم و ژانر وسترن به یکی از ویژگی‌های برجسته هویت ملی آمریکا تبدیل شده است.

## دوران‌شناسی
تاریخ‌نگاران همواره بر سر آغاز و پایان دوره مرزی آمریکا و تقسیم‌بندی‌های آن بحث داشته‌اند. به‌طور خاص، «غرب قدیم» معمولاً به دوره‌ای بین پایان جنگ داخلی آمریکا در ۱۸۶۵ و سرشماری ۱۸۹۰ اشاره دارد که در آن سوپروایزر سرشماری، ویلیام راش مریم، اعلام کرد که دیگر نیازی به ثبت مناطق مرزی در گزارش‌های سرشماری نیست. با این حال، این رویه تا سرشماری ۱۹۲۰ ایالات متحده آمریکا ادامه یافت. برخی دانشگاه‌ها و مراکز پژوهشی، مانند دانشگاه آکسفورد و کتابخانه کنگره، پایان این دوره را به اوایل دهه ۱۹۰۰ و پیش از ورود آمریکا به جنگ جهانی اول مرتبط می‌دانند.
دوره‌ای به نام «جنگ داخلی غربی برای ادغام» بین دهه ۱۸۵۰ تا ۱۹۱۹ به اوج خود رسید و شامل رویدادهایی مانند درگیری‌های خشونت‌آمیز بر سر زمین‌های مرزی، جابجایی بومیان، ادغام املاک در شرکت‌های بزرگ و دولت، و ایجاد نظم قانونی بود. این دوره با تلاش برای تحمیل قوانین به قانون‌شکنان و رشد شهرک‌های جدید مشخص می‌شود. افزایش چشمگیر مهاجران کشاورز در دهه‌های ابتدایی قرن بیستم و استفاده گسترده از زمین‌های باز نیز به محدود شدن بیشتر مرزها کمک کرد.
فردریک جکسون ترنر در «تز سرحد» خود سرحد را به‌عنوان عاملی حیاتی در شکل‌گیری هویت آمریکایی معرفی کرد. او استدلال کرد که حرکت مداوم به سمت غرب و دسترسی به زمین‌های آزاد، شخصیتی پویا و مستقل را در میان مردم آمریکا شکل داد و به ایجاد روحیه‌ای مبتنی بر فردگرایی، دموکراسی، و خوش‌بینی انجامید. این فرایند به نظر ترنر نه‌تنها به ادغام اقوام مختلف انجامید، بلکه آمریکایی‌هایی با ارزش‌های جدید و منحصربه‌فرد پدیدآورد.

## اصطلاحات غرب و سرحد
اصطلاح سرحد به صورت‌های مختلفی تعریف شده است. برای مثال فرهنگ لغت بین‌المللی وبستر، در سال ۱۸۹۰، آن را چنین توصیف کرده است: «آن قسمت از کشوری که با کشور دیگری یا یک منطقه بی‌ثبات روبرو می‌شود؛ قسمت انتهایی یک کشور.»
مفهوم سرحد در ایالات متحده به پیشرفت و جستجوی فرصت‌ها در یک تریتوری ناشناخته که از لحاظ نظری رایگان است، اشاره دارد. به قول یک نویسنده مدرن:
سرحد مکانی است که تمدن می‌تواند به قیمت طبیعت وحشی پیشرفت کند. این یک خط جغرافیایی نازک است که در آن قدیم و جدید، معلوم و ناشناخته ملاقات می‌کنند و حدود تعیین می‌شوند.
همچنین در قرن نوزدهم سرحد از نظر آماری به عنوان منطقه ای طبقه‌بندی می‌شد که در هر مایل مربع از دو یا بیش از شش نفر از ساکنان اروپا (کمتر از یک تا کمی بیش از دو اروپایی در هر کیلومتر مربع) برخوردار بود.
خط سرحدی، خط بیرونی شهرک‌های اروپایی-آمریکایی بود. این خط از دهه ۱۶۳۰ تا دهه ۱۸۸۰ به‌طور پیوسته به سمت غرب حرکت می‌کرد. (با حرکات گاه گاه شمالی به ماین و ورمونت ، جنوبی به فلوریدا و شرقی از کالیفرنیا به نوادا)
«غرب» در آن زمان منطقه تازه مستقر سده در نزدیکی خط سرحدی بود؛ بنابراین، اگرچه امروزه بخش‌هایی از غرب میانه و جنوب آمریکا دیگر «غربی» در نظر گرفته نمی‌شوند، اما همراه با ایالات غربی مدرن دارای میراث سرحدی هستند.
با این حال در قرن بیست و یکم اصطلاح «غرب آمریکا» اغلب برای منطقه غرب رودخانه می‌سی‌سی‌پی استفاده می‌شود.

## گستردگی آمریکا در زمان‌های مختلف

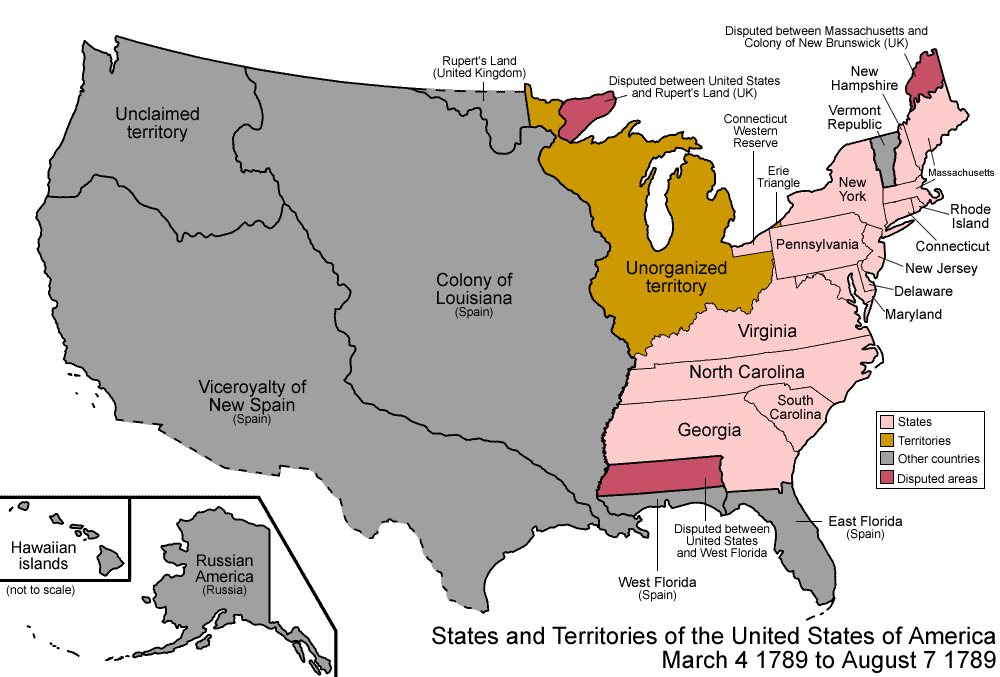
قلمروهای آمریکا در سال ۱۷۸۹
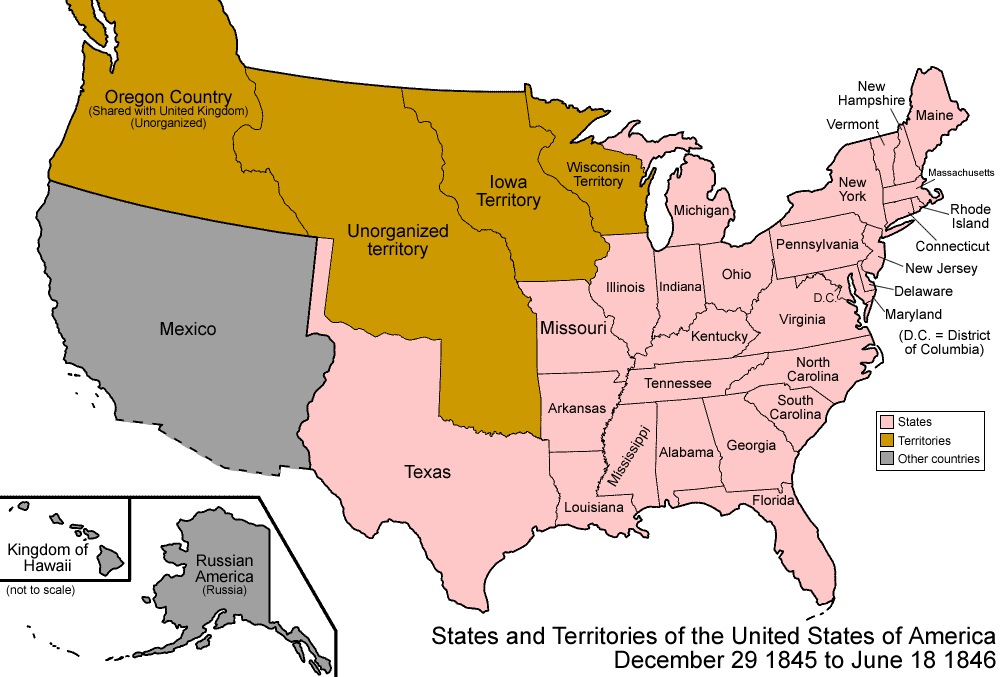
قلمروهای آمریکا از ۱۸۴۵ تا ۱۸۴۶
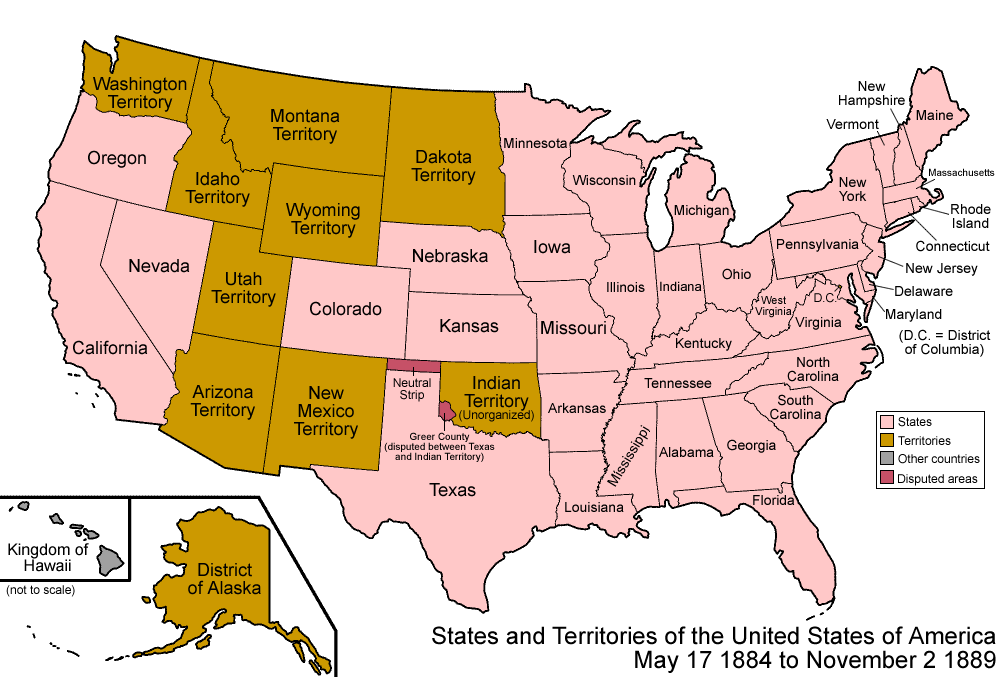
قلمروهای آمریکا بین ۱۸۸۴ تا ۱۸۸۹
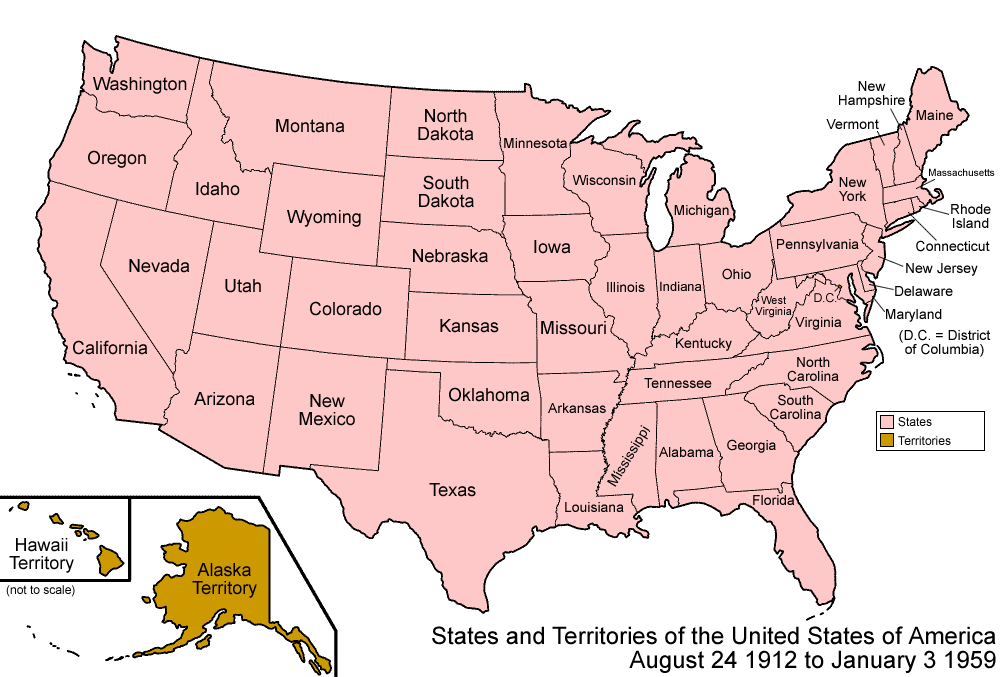
قلمروهای آمریکا از سال ۱۹۱۲ تا ۱۹۵۹

راهنما:   ایالات   تریتوری ها   مناطق مورد مناقشه   کشورهای دیگر